# Isochariesthes brunneomaculata
Isochariesthes brunneomaculata är en skalbaggsart som först beskrevs av Stefan von Breuning 1977.  Isochariesthes brunneomaculata ingår i släktet Isochariesthes och familjen långhorningar. Inga underarter finns listade i Catalogue of Life.